# Bangor-on-Dee
Pour les articles homonymes, voir Bangor.
Bangor-on-Dee (en anglais) ou Bangor-is-y-coed (en gallois) est un village et une communauté du borough de comté de Wrexham, au pays de Galles.

## Toponymie
Le nom du village dérive de celui de la ville de Bangor, dans le Gwynedd, avec une précision pour le distinguer. En anglais, c'est une référence à la Dee qui le traverse, tandis que son nom gallois signifie « Bangor sous les arbres ». Ce toponyme est attesté pour la première fois au VIIIe siècle sous la forme Bancor.

## Géographie
Bangor-on-Dee se trouve dans le nord-est du pays de Galles, sur la Dee, à 9 km au sud-est de la ville de Wrexham et à 12 km au nord d'Ellesmere, de l'autre côté de la frontière anglo-galloise.
Jusqu'en 1974, le village appartient au Maelor Saesneg, une exclave du Flintshire. Cette région est rattachée au Clwyd de 1974 à 1996, année de création du borough de comté de Wrexham.

## Histoire
Le moine et chroniqueur northumbrien Bède le Vénérable indique dans son Histoire ecclésiastique du peuple anglais que Bangor-on-Dee abrite un important monastère chrétien au début du VIIe siècle. Il rapporte que 1 200 moines de Bangor sont tués par les Anglo-Saxons au cours de la bataille de Chester, vers 616.